# سومین جشن سینمای ایران
سومین دوره جشن خانه سینمای ایران در شهریور ماه سال ۱۳۷۸ برگزار شد.

## تعداد نامزدها و برنده‌ها
فیلمهایی که در چند رشته کاندیدای دریافت تندیس بودند:
| دو زن                 | ۱۱ |
| روبان قرمز            | ۱۰ |
| قرمز                  | ۸  |
| هیوا                  | ۷  |
| رنگ خدا               | ۷  |
| زشت و زیبا            | ۷  |
| مصائب شیرین           | ۴  |
| دختری با کفش‌های کتانی | ۴  |
| پسر مریم              | ۳  |
| تابلویی برای عشق      | ۳  |
| سفر شبانه             | ۳  |
| ایران سرای من است     | ۳  |
| شوخی                  | ۳  |

فیلمهایی که موفق به دریافت چند تندیس شدند:
| زشت و زیبا            | ۴ |
| مصائب شیرین           | ۳ |
| رنگ خدا               | ۳ |
| دو زن                 | ۲ |
| دختری با کفش‌های کتانی | ۲ |
| قرمز                  | ۲ |
| هیوا                  | ۲ |

## لیست جوایز[۱][۲]
| تندیس بهترين فيلم - میلاد فیلم – دختری با کفش‌های کتانی - علی واجدسمیعی، علیرضا داوودنژاد – مصائب شیرین - تهمینه میلانی – دو زن - مسعود کیمیایی، آویشن فیلم – فریاد - وراهنر – رنگ خدا    | تندیس بهترين کارگردانی - علیرضا داوودنژاد – مصائب شیرین - پرویز کیمیاوی – ایران سرای من است - تهمینه میلانی – دو زن - ابراهیم حاتمی‌کیا – روبان قرمز - فریدون جیرانی – قرمز                                                        |
| تندیس بهترين بازیگر زن - نیکی کریمی – دو زن - آزیتا حاجیان – روبان قرمز - فاطمه معتمدآریا – عشق + ۲ - هما روستا – لژیون - فاطمه گودرزی – تابلویی برای عشق                                | تندیس بهترين بازیگر مرد - محمدرضا فروتن – قرمز - پرویز پرستویی – شوخی - سعید پورصمیمی – زشت و زیبا - پارسا پیروزفر – شیدا - جمشید مشایخی – کمیته مجازات                                                                           |
| تندیس بهترين بازیگر زن نقش مکمل - مریلا زارعی – دو زن - فاطمه معتمدآریا – شوخی - پری امیرحمزه – شهر زنان - کمند امیرسلیمانی – قرمز                                                       | تندیس بهترين بازیگر مرد نقش مکمل - حسین محجوب – رنگ خدا - داریوش مودبیان – دختری با کفش‌های کتانی - آتیلا پسیانی – دو زن - رضا خندان – دو زن - جمشید هاشم‌پور – هیوا                                                                |
| تندیس بهترين موسیقی متن - بابک بیات – ساحره - بابک بیات – دو زن - محمدرضا علیقلی – روبان قرمز - کامبیز روشن‌روان – شور زندگی - فریدون شهبازیان – هیوا                                     | تندیس بهترين فیلمنامه - پیمان قاسم‌خانی، فریدون فرهودی – دختری با کفش‌های کتانی - پرویز کیمیاوی – ایران سرای من است - حمید جبلی – پسر مریم - تهمینه میلانی – دو زن - مجید مجیدی – رنگ خدا                                           |
| تندیس بهترين فيلمبرداری - محمد آلادپوش – زشت و زیبا - عزیز ساعتی – پسر مریم - حسن پویا – روبان قرمز - محمود کلاری – قرمز - بهرام بدخشانی – هیوا                                          | تندیس بهترين تدوین - روح‌الله امامی – قرمز - مصطفی خرقه‌پوش – دو زن - هایده صفی‌یاری – روبان قرمز - بهرام دهقان – زشت و زیبا - حسین زندباف – هیوا                                                                                    |
| تندیس بهترين چهره‌پردازی - مسعود ولدبیگی – زشت و زیبا - مهری شیرازی – دو زن - مهرداد میرکیانی – روبان قرمز - عبدالله اسکندری – هیوا - عبدالله اسکندری – ساحره                             | تندیس بهترین طراحی صحنه و لباس - محسن شاه‌ابراهیمی – زشت و زیبا - محسن شاه‌ابراهیمی – ایران سرای من است - پرویز شیخ‌طادی – روبان قرمز - ابوالقاسم خورشیدی – تابلویی برای عشق - اصغر نژادایمانی – رنگ خدا                             |
| تندیس بهترین صداگذاری و میکس - محمدرضا دلپاک – رنگ خدا - مسعود بهنام – شوخی - محسن روشن – روبان قرمز - اسحاق خانزادی – فریاد - جهانگیر میرشکاری – سفر شبانه                              | تندیس بهترین صدابرداری - بهمن بنی‌اردلان – هیوا - محمود سماک‌باشی – روبان قرمز - مهران ملکوتی، اصغر شاهوردی – قرمز - محمدعلی عبیری – مصائب شیرین - امیرحسین قاسمی، مهدی دارابی – تابلویی برای عشق                                   |
| تندیس بهترین جلوه‌های ویژه - مصطفی رستگاری – هیوا - نادر میرکیانی – زشت و زیبا - رضا رستگار – شیدا - داوود رسولیان – تارهای نامریی - اکبر محمدی – سفر شبانه                               | تندیس ویژه انجمن منتقدان ونویسندگان سینمای ایران - مجید مجیدی – رنگ خدا |
| تندیس بهترین عنوان‌بندی (تیتراژ) - سید ابراهیم اصغرزاده – روبان قرمز - ابراهیم حقیقی – دختری با کفش‌های کتانی - فریدون جیرانی – قرمز - عزیز ساعتی – کمیته مجازات - خسرو معصومی – سفر شبانه | تندیس بهترین عکس - اردشیر شلیله – بازیگر - مجید صباغ‌بهروز – بال‌های سپید - حافظ احمدی – جنگجوی پیروز - میثم مخملباف – سکوت - اکبر اصفهانی – عشق + ۲ - امیر عابدی – قرمز                                                            |
| تندیس بهترین نمونه فیلم (آنونس) - کیومرث پوراحمد – مصائب شیرین - محمدرضا مویینی – دو زن - ایرج گل‌افشان – جهان‌پهلوان تختی - کامران قدکچیان – شبیخون - روح‌الله امامی – عشق گمشده           | تندیس افتخار خانه سینما - علی نصیریان - روبیک منصوری - اسماعیل دین‌محمدی |
| تندیس بهترین فیلم مستند - محمد جعفری – کریستین | تندیس بهترین فیلم کوتاه داستانی - محمدعلی معصوم‌دوست – راننده شخصی |
| تندیس بهترین فیلم انیمیشن - محمدعلی معصوم‌دوست – کلاغی که می‌خواست قوی‌ترین باشد | تندیس بهترین کیفیت لابراتواری در یک فیلم سینمایی - لابراتوار صدا و سیمای جمهوری اسلامی ایران – زشت و زیبا - لابراتوار وزارت فرهنگ و ارشاد اسلامی – پسر مریم - مرکز خدمات سینمایی صنایع فیلم ایران – شور زندگی - فیلمساز – رنگ خدا |